# آتش‌سوزی گودوین
آتش‌سوزی گودوین (انگلیسی: Goodwin Fire) یک آتش‌سوزی جنگلی بود که در بخش مرکزی ایالت آریزونا در ایالات متحده در ژوئن ۲۰۱۷ رخ داد. آتش‌سوزی در ۲۴ ژوئن ۲۰۱۷ در نزدیکی شهر مایر در شهرستان یاواپای آغاز شد. احتمال می‌رود علت آتش‌سوزی ناشی از خطای انسان باشد.
آتش به دلیل شرایط گرم و خشک، باد شدید و زمین ناهموار به سرعت گسترش یافت. در نهایت حدود ۲۸۰۰۰ هکتار زمین را سوزاند و بیش از ۴۰ ساختمان از جمله خانه‌ها، مشاغل و ساختمان‌های خارجی را ویران کرد. این آتش‌سوزی همچنین باعث تخلیه بیش از ۱۵۰۰ نفر و بسته شدن چندین جاده اصلی در منطقه شد.
تلاش‌های اطفای حریق بیش از ۱۲۰۰ آتش‌نشان را شامل می‌شود که برای مهار و در نهایت خاموش کردن آتش تلاش کردند. کنترل کامل آتش بیش از دو هفته طول کشید و آخرین خدمه در ۱۰ ژوئیه ۲۰۱۷ منطقه را ترک کردند.
آتش‌سوزی گودوین یکی از آتش‌سوزی‌های جنگلی بسیاری بود که در آن تابستان در غرب ایالات متحده به دلیل شرایط خشکسالی طولانی مدت و دمای غیرمعمول بالا رخ داد.